# ASB Classic 2013
ASB Classic 2013 byl profesionální tenisový turnaj žen hraný v novozélandském Aucklandu. Představoval dvacátý osmý ročník turnaje probíhající v areálu ASB Tennis Centre na otevřených dvorcích s tvrdým povrchem. Konal se na úvod sezóny mezi 31. prosincem 2012 až 5. lednem 2013.
Řadil se do kategorie WTA International Tournaments a rozpočet činil 235 000 dolarů.

## Ženská dvouhra

### Nasazení
| Stát          | Hráčka              | WTA1 | Nasazení |
| ------------- | ------------------- | ---- | -------- |
| Polsko        | Agnieszka Radwańská | 4.   | 1.       |
| Německo       | Julia Görgesová     | 18.  | 2.       |
| Belgie        | Yanina Wickmayerová | 23.  | 3.       |
| Čína          | Čeng Ťie            | 26.  | 4.       |
| Rumunsko      | Sorana Cîrsteaová   | 27.  | 5.       |
| Kazachstán    | Jaroslava Švedovová | 29.  | 6.       |
| Spojené státy | Christina McHaleová | 33.  | 7.       |
| Německo       | Mona Barthelová     | 39.  | 8.       |

- 1 Žebříček WTA k 24. prosinci 2012.

### Jiné formy účasti
Následující hráčky obdržely divokou kartu do hlavní soutěže:
- Eleni Daniilidou
- Coco Vandewegheová
- Eugenie Bouchardová

Následující hráčky postoupily z kvalifikace:
- Stéphanie Duboisová
- Nudnida Luangnamová
- Grace Minová
- Anastasija Sevastovová
  -  Gréta Arnová – jako šťastná poražená

### Odhlášení
- Petra Cetkovská
- Kristina Mladenovicová
- Polona Hercogová
- Věra Zvonarevová[1] (poranění ramena)

### Skrečování
- Sorana Cîrsteaová (onemocnění)

## Ženská čtyřhra

### Nasazení
| Stát          | Hráčka             | Stát               | hráčka                   | WTA1 | Nasazení |
| ------------- | ------------------ | ------------------ | ------------------------ | ---- | -------- |
| Německo       | Julia Görgesová    | Kazachstán         | Jaroslava Švedovová      | 47.  | 1.       |
| Nový Zéland   | Marina Erakovicová | Spojené království | Heather Watsonová        | 104. | 2.       |
| Lotyšsko      | Līga Dekmeijereová | Spojené státy      | Megan Moultonová-Levyová | 157. | 3.       |
| Spojené státy | Jill Craybasová    | Řecko              | Eleni Daniilidou         | 171. | 4.       |

- 1 Žebříček WTA k 24. prosinci 2012.

## Přehled finále

### Ženská dvouhra
- Agnieszka Radwańská vs.  Yanina Wickmayerová 6–4, 6–4

### Ženská čtyřhra
- Cara Blacková /  Anastasia Rodionovová vs.  Julia Görgesová /  Jaroslava Švedovová 2–6, 6–2, [10–5]